# Číměř (ort i Tjeckien, Södra Böhmen)
Číměř är en ort i Tjeckien.   Den ligger i regionen Södra Böhmen, i den centrala delen av landet, 120 km söder om huvudstaden Prag. Číměř ligger 517 meter över havet och antalet invånare är 694.
Terrängen runt Číměř är lite kuperad. Runt Číměř är det ganska glesbefolkat, med 38 invånare per kvadratkilometer. Närmaste större samhälle är Jindřichův Hradec, 10,6 km nordväst om Číměř. I omgivningarna runt Číměř växer i huvudsak blandskog.